# 1976 en Italie
Chronologie de l'Italie
- 1972
- 1973
- 1974
- 1975
- 1976
- 1977
- 1978
- 1979
- 1980

## Événements
- 7 janvier : Aldo Moro, lâché par ses partenaires du PSI, démissionne pour former un nouveau gouvernement DC le 12 février[1]. La nouvelle campagne électorale se déroule dans un contexte d’assassinat et d’affrontement.
- 14 janvier :
  - conclusion des travaux de la Commission parlementaire antimafia commencés en 1963[2].
  - premier numéro du  quotidien La Repubblica[2].
- 18 janvier : Renato Curcio et Nadia Mantovani sont arrêtés à Milan[2].

- 29 janvier : la Cour de cassation condamne le film Le Dernier Tango à Paris de Bernardo Bertolucci qui perd ses droits civiques pendant cinq ans [3]; la projection est interdite et toutes les copies du film sont brûlées.

- 6 février : scandale Lockheed qui éclabousse des dirigeants démocrates-chrétiens et sociaux-démocrates[2].
- 12 février : Aldo Moro forme son 5e gouvernement, se succédant à lui-même à la suite de la démission de son précédent gouvernement le 7 janvier (fin le 30 avril)[1].

- 9 mars : catastrophe du téléphérique de Cavalese dans le Trentin-Haut-Adige[4].
- 26 mars : Giuseppe Saragat prend la présidence du Parti social-démocrate italien[2].
- 28 mars : scandale du SID (Service des renseignements de la Défense)[2].

- 1er avril : la chambre des députés approuve, avec les voix des démocrates-chrétiens et du Mouvement social italien, l'article 2 de la loi sur l'avortement[5] ; la pratique est considérée comme un délit et n'est autorisée qu'en cas de danger pour la vie de la mère.
- 3 avril : manifestation de cinquante mille féministes à Rome pour protester contre la lenteur des débats à la chambre sur la loi sur l'avortement[6].

- 29 avril : assassinat à Milan d'Enrico Pedenovi, conseiller communal du Mouvement social italien, attribué aux membres de l'organisation terroriste d'extrême gauche Prima Linea[7].

- 30 avril : Carlo De Benedetti prend la direction de Fiat, et propose de procéder à des licenciements massifs. Il démissionne le 25 août devant l'opposition de Giovanni Agnelli[8].

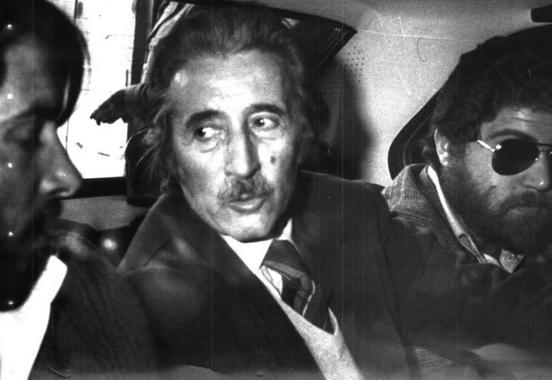
Arrestation d'Edgardo Sogno.

- 5 mai : Edgardo Sogno et Luigi Cavallo sont arrêtés à Turin pour un projet de coup d'État, le « putsch blanc », en italien golpe bianco, afin d'établir une république présidentielle. Les accusés sont acquittés en 1978[9].

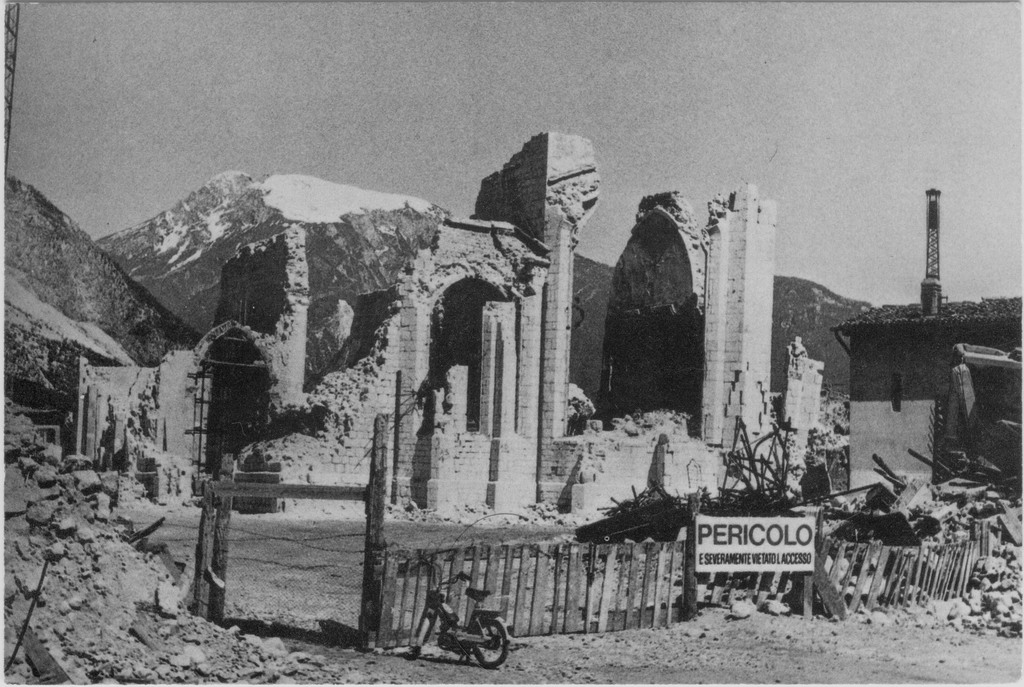
Dégâts causés par le séisme à Venzone.

- 6 mai : tremblement de terre dans le Frioul[2].
- 17 mai : ouverture à Turin du procès des militants du « noyau historique » des Brigades rouges (fin le 23 juin 1978)[10].

- 8 juin : le procureur général de la République Francesco Coco, son garde du corps et son chauffeur sont assassinés à Gênes par les Brigades rouges[11].
- 20 juin :
  - élections politiques[2] ; le PCI augmente son score avec 34,4 % des voix, la DC se maintient à 38,7 % mais tous les autres partis perdent des voix, y compris le PSI qui passe de 12 à 3 %. Compte tenu de l’hostilité des États-Unis à l’arrivée de socialo-communistes au pouvoir, de l’instabilité économique et de la violence permanente entretenue par les groupuscules d’activistes, Enrico Berlinguer reste convaincu du bien-fondé d’un compromis avec la DC.
  - élections régionales en Sicile[12].

- 2 juillet : mise en service de l'ETR 401, première rame à grande vitesse pendulaire (Pendolino) active au monde, sur la ligne Rome-Ancône[13].
- 5 juillet : ouverture de la VIIe législature de la République italienne[1].
- 10 juillet :
  - catastrophe de Seveso[2]. Un nuage de dioxine se répand sur cette région de Lombardie, évacuée dans l’urgence. Cette catastrophe sera à l'origine d'une législation européenne (Seveso) sur les usines produisant ou utilisant des produits chimiques dangereux.
  - Vittorio Occorsio, juge chargé de l'enquête sur l'attentat de la piazza Fontana, est tué à Rome par des membres du mouvement néofasciste Ordine Nuovo alors qu'il enquêtait sur la loge P2[14].

- 13 - 29 juillet[1] : le nouveau gouvernement dirigé par Giulio Andreotti bénéficie de la bienveillance des communistes et des socialistes sous le nom de « gouvernement de solidarité nationale. » Grâce à l’abstention des partis de l’« arc constitutionnel », il obtient l’investiture du Sénat (6 août) et de la Chambre (11 août).
- 16 juillet : Bettino Craxi devient secrétaire du Parti socialiste italien[2]

- L’échec des groupuscules révolutionnaires aux élections de 1975 (toute voie « légale » leur est fermée) et le compromis historique passé entre le PCI et la DC en 1976 (nombre de jeunes électeurs se sentant trahis), provoque la radicalisation du terrorisme italien à la fin des années 1970. À cela s’ajoute l’incroyable laxisme de la police dans la lutte anti-terroriste en 1976-1977. Des attentats des Brigades rouges visant des policiers, des magistrats et des journalistes font plus de 500 morts en 1976-1978.
- Le nouveau ministre de l'intérieur, Francesco Cossiga lance d'importantes réformes des forces de sécurité pour lutter contre les attentats terroristes. Il obtient l'allocation d'importants moyens visant à augmenter les effectifs des forces de police, centralise les bases de données, crée des unités spéciales antiterroristes (services secrets), fait adopter de nouvelles « lois antiterroristes ».

## Économie
- Emprunt d’un milliard de dollars à la CEE et de deux milliards à la RFA ; l’or italien est gagé auprès de la Bundesbank.
- Amnistie offerte aux exportateurs italiens de capitaux, sous condition de rapatriement.
- 14,3 milliards de dollars de dettes à l’étranger. Dévaluation de la lire (16 %).

## Culture

### Cinéma
- 24 juillet : 21e cérémonie des David di Donatello.

#### Autres films sortis en Italie en 1976
- 12 février : Cadaveri eccellenti (Cadavres exquis), film franco-italien réalisé par Francesco Rosi, avec Lino Ventura
- 16 août : 1900 (Novecento), film franco-germano-italien de Bernardo Bertolucci
- 29 octobre : Il deserto dei Tartari, (Le Désert des Tartares) film franco-germano-italien réalisé par Valerio Zurlini

#### Mostra de Venise
- Lion d'or : non décerné
- Coupe Volpi pour la meilleure interprétation féminine : non décerné
- Coupe Volpi pour la meilleure interprétation masculine : non décerné

### Littérature

#### Livres parus en 1976
- Albino Luciani, le futur pape Jean-Paul Ier : Illustrissimi (Humblement vôtre), Padova, Messaggero, janvier 1976 (OCLC 4462690) (traduction française de Michel Pochet, Paris, Éditions Nouvelle Cité, 1978, (OCLC 53514927)).

#### Prix et récompenses
- Prix Strega : Fausta Cialente, Le quattro ragazze Wieselberger (Mondadori)
- Prix Bagutta : Mario Soldati, Lo specchio inclinato, (Mondadori)
- Prix Campiello : Gaetano Tumiati, Il busto di gesso
- Prix Napoli : Piero Chiara, La stanza del vescovo, (Mondadori)
- Prix Stresa : Gianfranco Lazzaro - Il Cielo Colore delle Colline - La Provincia Azzurra
- Prix Viareggio :
  - Mario Tobino, La bella degli specchi
  - Dario Bellezza, Morte segreta
  - Sergio Solmi, La luna di Lafourgue

## Naissances en 1976
- 26 juillet : Akab (Gabriele Di Benedetto), auteur de bande dessinée et artiste. († 14 août 2019)
- 27 septembre : Francesco Totti, joueur de football.

## Décès en 1976
- 26 janvier : Gabriel Allegra, 68 ans, prêtre et bibliste, appartenant à l'Ordre des frères mineurs, connu pour être le premier à traduire l'intégralité de la Bible en chinois[15],[16], béatifié en 2012 par le pape Benoît XVI[17],[18]. (° 16 décembre 1907)
- 17 mars : Luchino Visconti, 69 ans, réalisateur. (° 2 novembre 1906)
- 5 avril : Ruggero Ferrario, 78 ans, coureur cycliste sur piste, champion olympique de poursuite par équipes aux Jeux olympiques de 1920 à Anvers. (° 7 octobre 1897)
- 8 avril : Giuseppe Brotzu, 81 ans, pharmacologue, universitaire et homme politique, découvreur d'un antibiotique, la céphalosporine[19]. (° 24 janvier 1895)
- 6 septembre : Clarice Benini, joueuse d'échecs.
- 3 décembre : Alfredo Dinale, 76 ans, coureur cycliste sur piste, champion olympique de poursuite par équipes aux Jeux olympiques de 1924 à Paris. (° 11 mars 1900)